# Petrel
Petrel (tên đầy đủ Petrel E&P Software Platform) là một bộ phần mềm dùng trong ngành công nghiệp dầu khí. Các chức năng của Petrel rất đa dạng, từ lập mô hình địa chất, minh giải tài liệu địa vật lý, liên kết giếng khoan, vẽ bản đồ cấu trúc, thiết kế giếng khoan, đánh giá rủi ro địa chất cho đến mô phỏng các vỉa chứa, tính toán trữ lượng, dự đoán khả năng khai thác v.v...
Petrel có cả hai phiên bản 32 bit và 64 bit, chạy trên nền tảng Microsoft Windows, phiên bản mới nhất hiện nay là Petrel 2015, tính đến tháng 4 năm 2016.
Là một phần mềm phức tạp với nhiều chức năng, nhưng Petrel được thiết kế với giao diện giống các sản phẩm quen thuộc của Microsoft, và nó có các tiến trình công việc (workflow) được thiết kế sẵn, làm việc như những hàm hay 
macro giúp cho những người dùng ít kinh nghiệm cũng có thể dễ dàng sử dụng.

## Lịch sử
Petrel được tạo ra bởi Technoguide AS, một công ty Na Uy thành lập vào năm 1996 từ những thành viên cũ của công ty Geomatic AS, với sự góp mặt của một số lập trình viên chủ chốt từng tham gia viết phần mềm IRAP RMS Suite. Petrel được bán ra thị trường vào năm 1998. Năm 2002, Schlumberger, một người khổng lồ trong lĩnh vực dịch vụ dầu khí đã mua lại Technoguide và tiếp tục phát triển phần mềm này.

## Chức năng
Petrel bao gồm các nhóm chức năng chính sau:
- Petrel Cores: Cung cấp các tính năng cơ bản, hiển thị hình ảnh, nhập xuất dữ liệu, vẽ bản đồ, quản lý tiến trình làm việc, cá nhân hóa giao diện[3]. Các mô-đun:
  - Geoscience Core
  - Reservoir Engineering Core
  - Combined Core
- Petrel Geology & Modeling: Đối sánh giếng khoan, minh giải trầm tích, vẽ bản đồ đẳng sâu và đẳng dày, phân tích dữ liệu địa thống kê, lập mô hình cấu trúc, độ rỗng, độ thấm, tướng đá và các thuộc tính địa chất khác[4]. Các mô-đun:
  - Data Analysis
  - Exploration Geology
  - Facies Modeling
  - Fracture Modeling
  - Petrophysical Modeling
  - Structural and Fault Analysis
  - Well Correlation
- Petrel Geophysics: Minh giải dữ liệu địa chấn 2D và 3D; bao gồm các thuộc tính, mặt phân lớp, đứt gãy...[5] Các mô-đun:
  - Structural Interpretation
  - Structural and Fault Analysis
  - Seismic Volume Rendering & Extraction
  - Seismic Sampling
  - Classification and Estimation
  - Domain Conversion
  - Seismic Well Tie
  - Seismic Interpretation
  - Multitrace Attributes
- Petrel Reservoir Engineering: Lập mô hình động của vỉa chứa, so sánh lịch sử khai thác, phân tích độ nhạy, đánh giá rủi ro, dự báo khả năng khai thác...[6] Các mô-đun:
  - Advanced Gridding and Upscaling
  - History Matching & Production Forecasting Optimization
  - Uncertainty
- Petrel Reservoir Geomechanics: Lập mô hình địa kĩ thuật 3D và 4D[7].
- Petrel Well Design: Thiết kế quỹ đạo giếng khoan[8].